# Ernestine Lambriquet
Marie-Philippine dite Ernestine Lambriquet,  née en 1778 et morte en 1813, est une fille adoptive du roi et de la reine de France, Louis XVI et Marie-Antoinette d'Autriche. Ils l'adoptent en 1788.

## Biographie
Ernestine est la fille de Jacques Lambriquet (mort en 1794) et de Marie-Philippine Noirot (morte en 1788), elle naît à Versailles le 31 juillet 1778, son père est valet de chambre du comte de Provence, sa mère travaille au château. Ernestine a deux sœurs (Louise-Catherine, née en 1776 et Émelie-Marie née en 1780) et un frère (Auguste-Louis, né en 1781). Avant son adoption, la reine Marie-Antoinette la choisit pour être la compagne de jeu et d'étude de sa fille Marie-Thérèse, dite Madame Royale. Après la mort de sa mère en 1788 (le 30 avril), elle est adoptée par Louis XVI et Marie-Antoinette (le 9 novembre 1788). Elle est traitée de la même manière que la princesse. Lors de la Révolution, elle accompagnera la famille royale au palais des Tuileries. Lors de la fuite à Varennes, elle est reconfiée à son père ; elle retrouvera la famille royale, quand ces derniers reviendront à Paris, après que leur fuite a échoué. Lors de l'enfermement de la famille royale au Temple, la reine confie Ernestine à la sous-gouvernante des enfants de France. Son père sera guillotiné le 9 juillet 1794, à cause de ses contacts et de sa sympathie pour Louis XVI.

## Mariage et décès
Elle épouse Jean-Charles-Germain Prempain, le 7 décembre 1810 ; ils n'eurent pas d'enfant.
Ernestine meurt à Paris, le 31 décembre 1813, à 35 ans. 